# 스탠바이 캅
《스탠바이 캅》(영어: The Other Guys)는 2010년 공개된 미국의 버디 경찰 액션 코미디 영화이다. 애덤 매케이가 연출과 공동 각본을 맡았으며, 윌 페럴과 마크 월버그가 두 주역 형사 앨런과 테리 역을 담당했다. 이외에 마이클 키턴, 에바 멘데스, 스티브 쿠건, 레이 스티븐슨, 드웨인 존슨, 새뮤얼 L. 잭슨이 출연했다.
이 작품은 《앵커맨(2004), 《텔라데가 나이트: 리키 바비의 발라드》(2006), 《스텝 브라더스》(2008)에 이은 페럴과 매케이 감독의 네 번째 협업 작품이며, 《앵커맨 2: 전설은 계속된다》(2013)가 다섯 번째이자 2024년 현재 마지막 협업작이다.

## 줄거리
뉴욕 경찰국 소속 형사 크리스와 P. K.는 잡범이나 쫓으며 큰 부수적 피해를 입혀왔음에도 경찰 사회에서 추앙을 받는다. 반면 주로 책상 일을 하는 법회계사 앨런과 분노 조절 문제가 있으며 월드 시리즈 도중 오해로 데릭 지터에게 총을 쏴 양키 클리퍼라는 별명이 생긴 형사 테리는 철저히 무시 당한다.
그러나 크리스와 P. K.는 절도범들을 추격하던 중 무모하게 20층 높이 건물 옥상에서 뛰어내려 사망한다.
한편 어숀 컨소시엄을 운영하는 영국인 투자은행가 데이비드 어숀 경은 고객인 대기업 렌들 글로벌의 자산 40%를 운용하던 중 잘못된 투자로 320억 달러 손해를 입힌다. 렌들 CEO 패멀라는 로저가 이끄는 용병단을 고용해 어숀이 피해 금액을 보상하도록 종용한다.
앨런과 테리는 어숀이 비계 허가를 받지 않은 채 건물 7채 공사에 들어간 점을 문제 삼아 어숀을 파헤치다가 이같은 사실에 도달한다. 또한 어숀이 렌들에게 입힌 피해액을 메꾸기 위해 320억 달러를 뜯어낼 새로운 호구 하나를 잡았다고 말하는 음성 메시지 녹음을 구해 듣는다. 앨런은 크리스와 P. K.를 죽게 만든 절도 사건은 로저가 일으킨 연막 작전에 불과하며, 경찰의 주의를 돌린 로저는 그 사이에 바로 옆에 있는 회계 법인에 침입하여 렌들의 손해 관련 기록을 변조했다는 결론을 내린다.
어숀이 "호구"와 진행하는 투자 회의를 급습한 앨런과 테리는 어숀이 찾아낸 호구가 바로 자신들이 속한 뉴욕 경찰국 연금 기금이라는 걸 알게 된다. 로저와 용병단은 물론 어숀이 빚을 진 채권자 무리인 체첸인들과 나이지리아인들까지도 총을 난사하는 가운데 앨런과 테리는 어숀을 데리고 도망친다.
어숀은 경찰 연금 기금 320억 달러가 이미 본인 계좌로 옮겨졌으며, 다음날 은행 승인을 통해 렌들 글로벌로 송금된 후 다시 해외 계좌로 분산돼 숨겨질 예정이라는 걸 알려준다. 이를 막을 방법은 직접 은행에 가는 것 뿐이다. 앨런, 테리는 물론 동료 경찰들과 서장까지 은행에 결집한 가운데 로저는 살인죄로, 어숀은 횡령 혐의로 체포된다. 이 소식이 알려지자 주식 시장이 대폭락하고, 렌들 글로벌은 연방 구제 금융 TARP(Troubled Asset Relief Program) 지원을 받는다.

## 출연
- 윌 페럴 - 앨런 갬블 형사
- 마크 월버그 - 테리 호이츠 형사
- 에바 멘데스 - 실라 라모스 갬블 박사, 앨런의 아내 역
- 비올라 해리스 - 마마 레이모스, 실라의 어머니 역
- 린지 슬론 - 프랜신, 테리의 전 약혼자 역
- 내털리 지 - 크리스티니스, 앨런의 전 여자친구 역
- 브렛 겔먼 - 핼, 크리스티니스의 남편 역
- 앤 헤이치 - 패멀라 보드먼, 렌들 글로벌 CEO 역
- 스티브 쿠건 - 데이비드 어숀 경 역
- 잭 우즈 - 더글러스, 어숀의 회사 직원 역
- 앤디 버클리 - 돈 비먼, 어숀의 변호사 역
- 벤 슈워츠 - 비먼의 조수 역
- 레이 스티븐슨 - 로저 웨슬리, 패멀라의 보안팀장/용병 역
- 마이클 키턴 - 진 모크 서장 역
- 새뮤얼 L. 잭슨 - P. K. 하이스미스 형사 역
- 드웨인 존슨 - 크리스토퍼 "크리스" 댄슨 형사 역
- 롭 리글 - 에번 마틴 형사 역
- 데이먼 웨이언스 주니어 - 포스 형사, 마틴의 파트너 역
- 롭 휴블 - 와츠 순경 역
- 보비 캐너발리 - 지미 형사 역
- 애덤 매케이 - 더티 마이크, 노숙자 역
- 조이 리스터존스 - 심리치료사 역
- 허레이쇼 샌즈 - 화랑 주인 역
- 토머스 미들디치 - 화랑 전시회 파티 참석자 역
- 몬티 솝 - 킵 제임스 역
- 브라이언 제임스 - BG 제임스 역
- 조지프 서머 - 지방 검사 래드퍼드 역

### 카메오 출연
데릭 지터, 브룩 실즈, 로지 퍼레즈, 트레이시 모건 등이 본인 역으로 깜짝 출연하며, 래퍼 아이스-T가 해설을 맡았다.

## 사운드트랙
The Other Guys Soundtrack
| #   | 제목                                                           | 재생 시간 |
| --- | -------------------------------------------------------------- | --------- |
| 1.  | 〈We Trying to Stay Alive (와이클레프 장, 존 포테이, 프라즈)〉 | 3:11      |
| 2.  | 〈Top Down (스위즈 비츠)〉                                     | 3:08      |
| 3.  | 〈My Hero - Main (푸 파이터스)〉                               | 4:18      |
| 4.  | 〈Bad Boys (크루 7)〉                                          | 2:56      |
| 5.  | 〈Reminiscing - Remastered (리틀 리버 밴드)〉                  | 4:13      |
| 6.  | 〈Imma Be (블랙 아이드 피스)〉                                 | 4:17      |
| 7.  | 〈Season of the Witch (도너번)〉                               | 4:53      |
| 8.  | 〈Against All Odds (Take a Look at Me Now) (필 콜린스)〉       | 3:26      |
| 9.  | 〈Icky Thump (화이트 스트라이프스)〉                           | 4:14      |
| 10. | 〈Ooh La La (골드프랩)〉                                       | 3:24      |
| 11. | 〈Monday Monday (마마스 앤 파파스)〉                           | 3:14      |
| 12. | 〈Waterfalls (TLC)〉                                           | 4:39      |
| 13. | 〈Maggie's Farm (레이지 어게인스트 더 머신)〉                  | 6:34      |

## 같이 보기
- 폰지 사기